# 中国软件行业协会
中国软件行业协会(China Software Industry Association CSIA)是中華人民共和國軟體產業的同業協會，並有市场调研、投资融资服务和其他中介服务等的事业单位与个人自愿结合组成，经中華人民共和國民政部注册登记核准。
1984年9月6日，協會正式成立，當時的中華人民共和國電子工業部部長江澤民出任名譽會長。1986年3月3日，王大珩、王淦昌、杨嘉墀、陈芳允4位老科学家给中国共产党中央委员会写信，提出要跟踪世界先进水平，发展中国自己的高技术的建议。半年后《高技术研究发展计划纲要》（即863计划）形成，信息技术成了该纲要重点发展的8个行业之一。並编辑出版《软件产业动态》刊物。